# Lunenburg (ancienne circonscription fédérale)
Pour les articles homonymes, voir Lunenburg.
Lunenburg est une des circonscriptions électorales fédérales de Nouvelle-Écosse, qui servit de 1867 à 1925 et de 1949 à 1953.
C'est l'Acte de l'Amérique du Nord britannique qui créa la circonscription électorale de Lunenburg en 1867. Abolie en 1924, elle fut redistribuée parmi Queens—Lunenburg.
La circonscription réapparut en 1947 à partir d'une partie du Queens—Lunenburg, avant d'être à nouveau réunie à cette circonscription en 1952.

## Géographie
En 1947, la circonscription de Lunenburg comprenait le comté de Lunenburg.

## Députés
1867 - 1925
1. 1867-1872 — Edmund Mortimer McDonald, Anti-confédéré
2. 1872-1878 — Charles Edward Church, Libéral
3. 1878-1882 — Charles Edwin Kaulbach, Conservateur
4. 1882-1883 — Thomas T. Keefler, Libéral
5. 1883¹-1887 — Charles Edwin Kaulbach, Conservateur (2)
6. 1887-1891 — James D. Eisenhauer, Libéral
7. 1891-1904 — Charles Edwin Kaulbach, Conservateur (3)
8. 1904-1909 — Alex K. Maclean, Libéral
9. 1909¹-1911 — John Drew Sperry, Libéral
10. 1911-1917 — Dugald Stewart, Conservateur
11. 1917-1925 — William Duff, Libéral

1949 - 1953
1. 1949-1953 — Robert Henry Winters, Libéral

- ¹ = Élections partielles